# Čtyři z tanku a pes (seriál)
Čtyři z tanku a pes (v polském originále Czterej pancerni i pies) je válečný televizní seriál natočený Polskou televizí v letech 1966–1970. Předlohou seriálu byl stejnojmenný román polského spisovatele a novináře Janusze Przymanowského, vydaný v roce 1964. Seriál natáčený ve třech řadách má celkem 21 dílů. Autor knižní předlohy Janusz Przymanowski napsal společně se svou manželkou Marií scénář k naprosté většině dílů.
Hlavními hrdiny jsou vojáci Polských ozbrojených sil v SSSR – posádka polského tanku „Rudý“ (v knižní předloze „Zrzek“, polsky „Rudy“) a pes Šarik. Jde o tank č. 102, v rádiovém spojení označovaný kódem „Habr“. Děj se odehrává na východní frontě 2. světové války od srpna 1944 do května 1945.

## Hlavní postavy

### Posádku tanku „Rudý“ tvoří
- Jan „Janek“ Kos (herec Janusz Gajos) – střelec-radista, později velitel tanku (po smrti Olgierda Jaroše). Polský 17letý mladík, žijící před napadením SSSR na Sibiři, kde hledal otce. V průběhu děje se zasnoubí a nakonec i ožení s Marusjou.
- Gustav „Gustík“ Jelen (v originále Gustaw Jeleń, resp. Gustlik; herec Franciszek Pieczka) – střelec-nabíječ. Slezský Polák, původem z Ustroně. Zběhl od německé armády, do které byl násilně naverbován. V posledním díle se ožení s Honorátou.
- Grigorij „Gřeš“ Saakašvili (v originále Saakaszwili, resp. „Grześ“; herec Włodzimierz Press) – řidič-mechanik. Gruzínec, Jankův 19letý přítel ze Sibiře.
- Olgierd Jaroś (herec Roman Wilhelmi) – velitel tanku. Polský poručík, který však zahyne u města Wejherowo v době, kdy jsou ostatní v nemocnici. Naposled se vyskytuje v 6. epizodě. V knižní předloze to byl ruský poručík jménem Vasil Semen.
- Tomáš „Tomek“ Čerešňak (v originále Tomasz Czereśniak; herec Wiesław Gołas) – radista-střelec. Venkovský mladík, který doplní posádku po smrti poručíka Olgierda Jaroše. V seriálu vystupuje od 9. epizody.
- Šarik (tj. rusky „kulička“, v originále Szarik) – německý ovčák, kterého Janek vychoval od štěněte už na Sibiři a který prokazuje posádce i armádě dobré služby; proto se z něj oficiálně stane „pes tankové brigády“.

## Vedlejší postavy
- Lidka Wiśniewska (herečka Małgorzata Niemirska) – Polská dívka původně z Varšavy, v armádě slouží jako radistka. Na konci seriálu plánují Grigorij a Lidka svatbu. Objevila se v 1.–3., 5.–6., 8.–12. a 16.–21. epizodě.
- František „Franěk“ Vichr (v originále Franciszek Wichura, herec Witold Pyrkosz) – Polský voják, desátník, původně řidič náklaďáku, později jezdil s „Rudým“ jako kulometčík. Stále si stěžuje, že je mu pod pancířem dusno. Objevil se v 1., 2., 5.–7., 9.–13., 16.–21. epizodě.
- plukovník Tadeáš (v originále Tadeusz, herec Tadeusz Kalinowski) – Polský plukovník, na konci i generál, velitel 1. obrněné brigády „hrdinů od Westerplatte“. Objevil se v 1.–10., 12., 13., 16., 17. a 21. epizodě.
- seržant Černousov (herec Janusz Klosinski) – Ruský voják, který Jankovi dal svou pistoli Mauser C96/30. Objevil se v 1., 4., 6., 8., 9., 12.–16. a 21. epizodě.
- Marusja „Ogoňok“ (herečka Pola Raksa) – Ruská ošetřovatelka, později Jankova snoubenka a žena. Podle jejích zrzavých vlasů je tank č. 102 pojmenován „Rudý“. V závěru seriálu se stala manželkou Janka. Objevila se ve 4.–9., 12.–16., 18., 20. a 21. epizodě.
- Stanislaw „West“ Kos (herec Stanislaw Jasiukiewicz) – Jankův otec, původně polský voják a během války partyzán zvaný „West“. Objevil se v 7.–9. a 21. epizodě.
- Starý Čerešňak (herec Tadeusz Fijewski) – Tomkův otec, který s tankem „Rudý“ dostal jeden ruský prapor z obklíčení. Pochází z vesnice Studzianki. Objevil se ve 4., 9. a 21. epizodě.
- poručík Zenek (herec Krzysztof Litwin) – Polský voják, který chodil s Lidkou, velitel tanku s kódovým označením „Sosna“. Zemře v boji při vysvobozování Baranova praporu z obklíčení. Objevil se v 1., 3. a 4. epizodě.
- strážmistr Kalita (Mieczyslaw Stoor) – Polský voják, velitel eskadrony dragounů, od něhož dostal Grigorij šavli. Objevil se v 10.–12. epizodě.
- obergefreiter Kugel (herec Stanislaw Gronkowski) – Německý voják, obergefreiter (svobodník), příslušník jednotky „Sprengkommando”. Je pacifista a milovník růží, později u něj jako civilního velitele města bydlí Honoráta. Objevil se v 14.–16. a 21. epizodě.
- Józek Szawełło (herec Jerzy Turek) – Polský voják, který se chce zúčastnit bitvy o Berlín, a proto se strýcem a s doktorem Zubrykem uteče z nemocnice na frontu. Objevil se v 13., 15., 16., 18.–21. epizodě.
- Konstanty Szawełło (herec Mieczyslaw Czechowicz) – Polský voják, strýc Józka, který se chce zúčastnit bitvy o Berlín, a proto uteče z nemocnice na frontu. Objevil se v 13., 15., 16., 18.–21. epizodě.
- Dr. Stanislaw Zubryk (herec Wieslaw Michnikowski) – Polský lékař, který kvůli Szawełłům také uteče, aby se vyhnul postihu od svého nadřízeného. Nesnáší střelbu a omdlévá. Objevil se v 16., 18.–21. epizodě.
- Honoráta (herečka Barbara Kráfftówna) – Hospodyně německého generála a jeho kompanie, kterou tankisté osvobodí cestou k zajateckému táboru. Budoucí Gustíkova snoubenka a později žena. Objevila se v 16.–18. a 21. epizodě.
- Daniel „Magneto“ Łażewski (herec Tomasz Zaliwski) – Polský voják, kapitán / podporučík, velitel čety motocyklistů-rozvědčíků, který ovšem zemře v Berlíně. Objevil se v 16.–18. epizodě.
- Marian „Zadra“ Łażewski (herec Marian Opania) – Polský voják, podporučík, štábní kartograf. Magnetův mladší bratr, který po jeho smrti převezme velení bratrovy jednotky. Objevil se v 17.–20. epizodě.
- poručík Kozub (Piotr Wysocki) – Polský voják, zkušený velitel hlídky, přezdívaný „Španěl“, těžce raněný při obraně koncentračního tábora. Objevil se v 16.–18. epizodě.
- seržant Staśko (herec Roman Kłosowski) – Polský voják, básník, seržant propagandy, který padne při dobývání Berlína. Objevil se v 18.–19. epizodě.
- velitel dělostřelectva (herec Zygmunt Kęstowicz) – Polský plukovník, velitel dělostřelecké brigády dobývající Berlín. Objevil se v 18.–20. epizodě.
- kapitán Ivan Pavlov (herec Aleksander Bielawski) – Ruský ženijní důstojník, přidělený k osádce Rudého, aby spolu v Berlíně zneškodnili poslední velkou nacistickou základnu ve stanici metra. Je velmi podobný veliteli Jarošovi. Pavlov zemře až po válce v podminovaném městě (dnešní Kladsko). Zastřelí ho kluk z Hitlerjugend. Objevil se v 19.–21. epizodě.

## Řady a díly seriálu

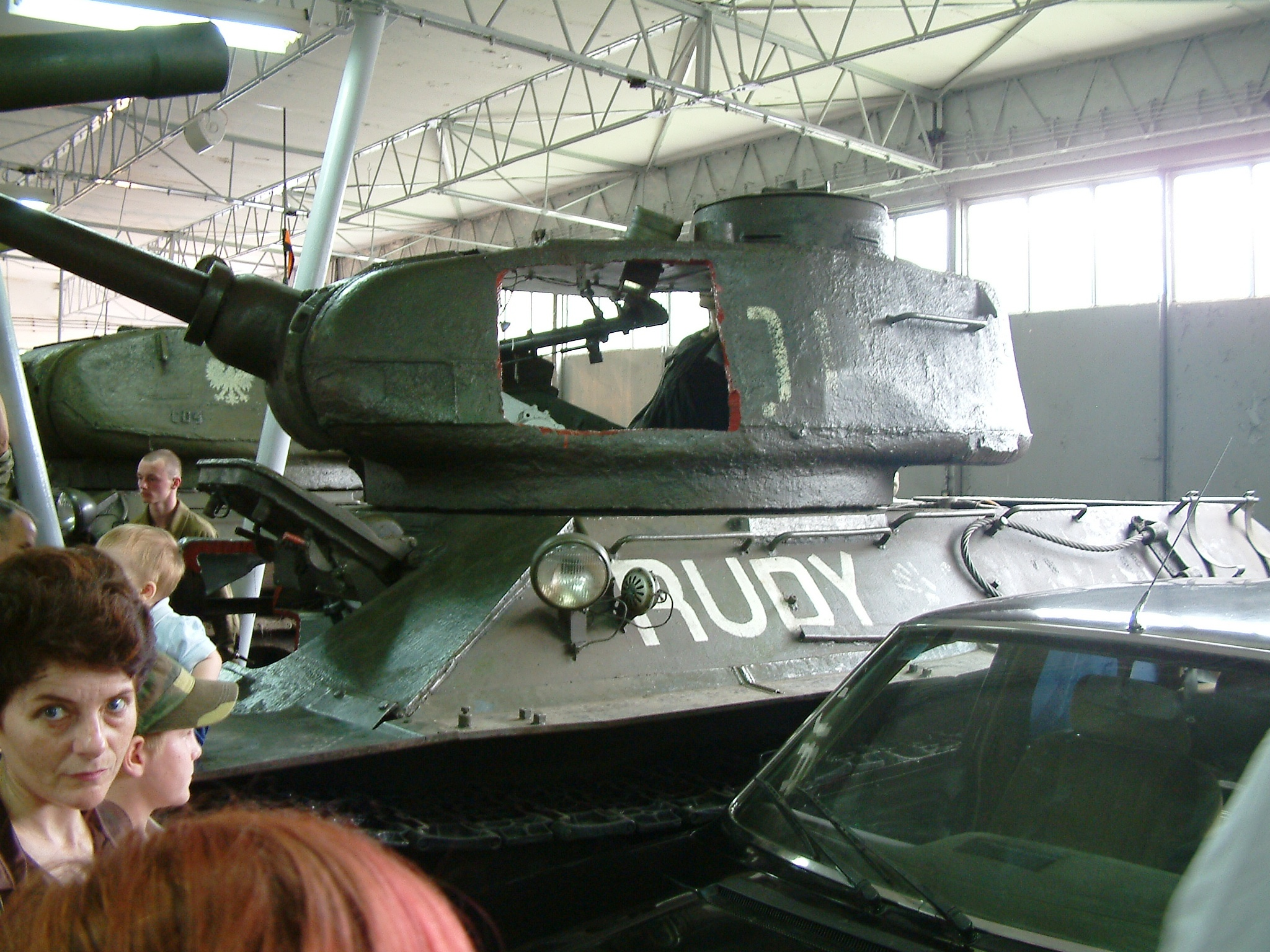
Model tanku T-34/85 použitý pro natáčení interiéru. Muzeum obrněných zbraní v Polsku.

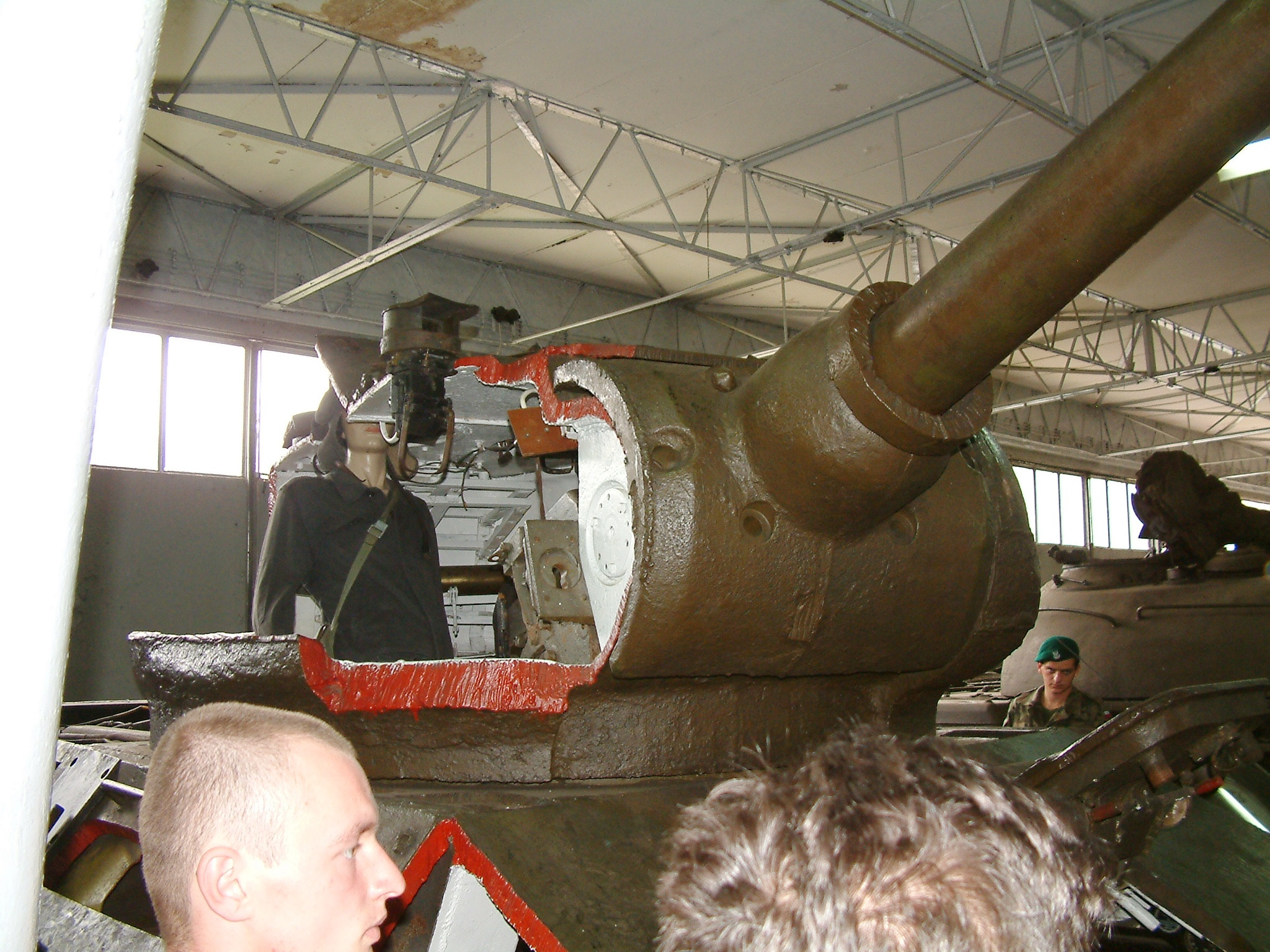
Věž tanku T-34/85 použitého při natáčení.

### První řada (1966)
1. Posádka (Załoga)
2. Radost a zklamání (Radość i gorycz)
3. Kde jsme my, tam je hranice (Gdzie my – tam granica)
4. Psí pazour (Psi pazur)
5. Rudý, med a kříže (Rudy, miód i krzyże)
6. Most (Most)
7. Rozcestí (Rozstajne drogi)
8. Mořský břeh (Brzeg morza)

### Druhá řada (1968–1969)
1. Výměna (Zamiana)
2. Ve čtvrt po liché (Kwadrans po nieparzystej)
3. Válečná setba (Wojenny siew)
4. Pevnost Olgierd (Fort Olgierd)
5. Sázka na smrt (Zakład o śmierć)
6. Červené dávky (Czerwona seria)
7. Vysoká vlna (Wysoka fala)
8. Daleká hlídka (Daleki patrol)

### Třetí řada (1970)
1. Klín (Klin)
2. Prstýnky (Pierścienie)
3. Tiergarten (Tiergarten)
4. Brána (Brama)
5. Domů (Dom)

## Chyby v seriálu
- Od začátku používají tank T-34/85, avšak uvádějí, že měli T-34/76 a až potom T-34/85.
- U Němců se objevují tanky IS-2, avšak říkají, že to jsou tygry a panthery.
- Němečtí i polští vojáci používají AK-47 místo StG 44.
- Ve 14. epizodě používají německé jednotky k tahání děl automobily Tatra 138.
- V 3. epizodě Janek vyleze z tanku v boji u Stjudanek s tankovým kulometem DT-29 s diskovým zásobníkem na 63 nábojů, ale v zákopu se pohybuje s pěchotním kulometem Děgtarjov DP-28 s talířovým zásobníkem na 47 nábojů.

## Ideologie
Po rozpadu východního bloku mnozí kritici tohoto seriálu zastávají názor, že seriál je přesycen propagandou. Přestože seriál byl poznamenán ideologií mnohem více než kniha (kde, je například, vyjádřen konflikt mezi „starými“ polskými důstojníky a „lidovými“ důstojníky pod sovětským velením, aniž by však byli „staří“ důstojníci vylíčeni jednoznačně negativně), vzhledem k době svého vzniku a svému zaměření je komunistickou propagandou oproti jiným dílům zasažen relativně málo (v Česku bývá srovnáván s Majorem Zemanem). Jsou v něm však idealizovány vztahy Poláků s Rusy, zkreslována některá fakta a podobně.
Jeho úspěch v mnoha sovětských satelitech ovšem ukazuje, že seriál byl napsán dobře, a hlavně to byl jeden z mála „akčních“ seriálů vysílaných ve východním bloku. Byl oblíben také díky tomu, že jednou z hlavních „postav“, která se starala o řadu komických zápletek, byl alsaský ovčák Šarik. S trochou nadsázky může být označen jako „polský Komisař Rex“.

### Úvodní znělka
Hudbu k seriálu složil Wojciech Kilar a texty písní napsali Agnieszka Osiecka a Wiktor Woroszylski. Úvodní píseň nazpíval v originále Adam Walaciński. V českém překladu seriálu z roku 2005 zněla takto:

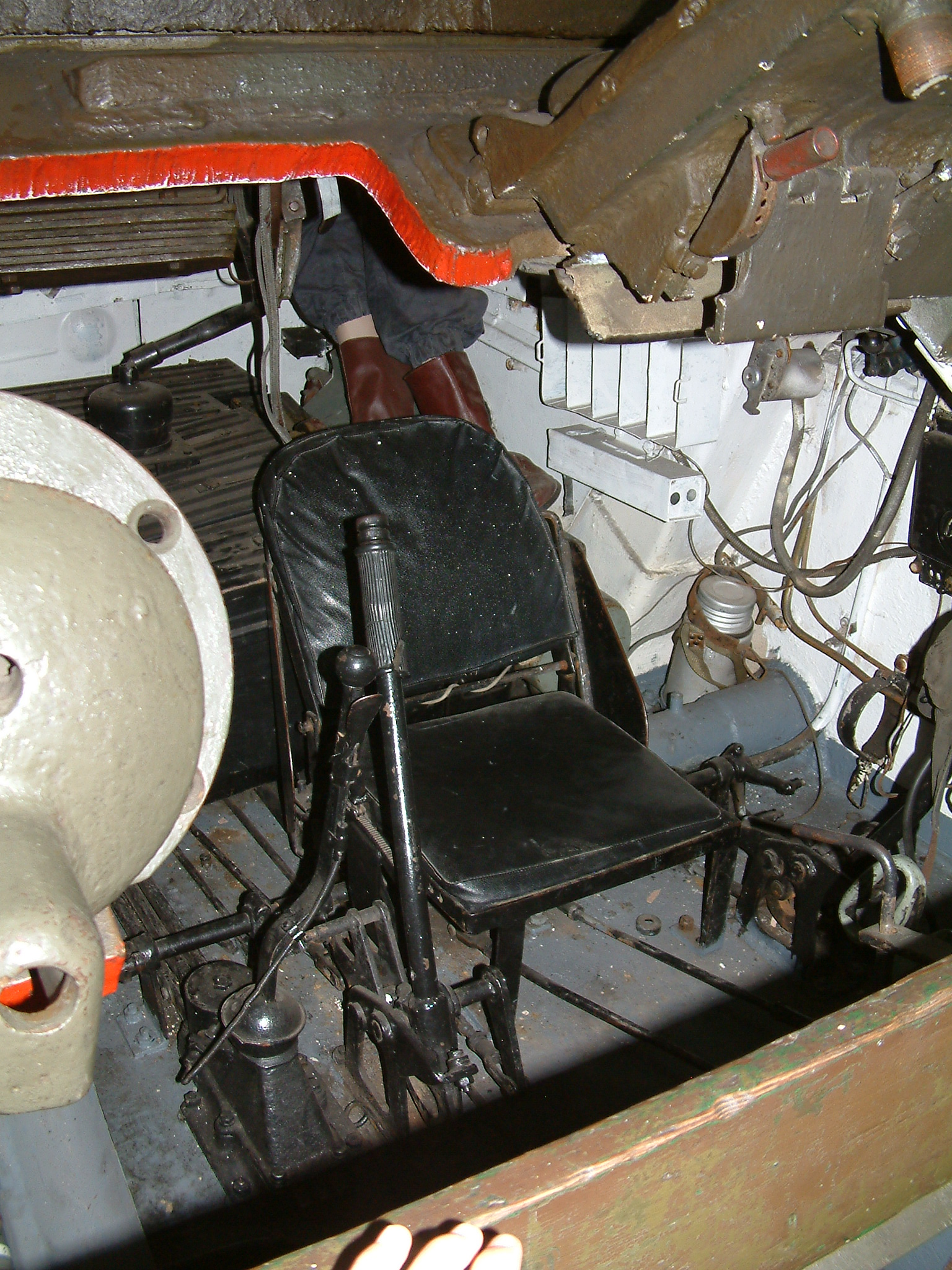
Zařízení tanku používané při natáčení seriálu.

Bouře jde do dálky, 

v sadech kvítka rve, 

my jsme vyšli do války, 

v bouři nyní jsme.
Však jednou to skončí kdes, 

my čtyři a náš pes, 

vrátíme se zpět, 

zatím však je to sen, 

my čtyři s naším psem, 

jedem stále vpřed.
Oblaka jdou nebem, 

všude voní bez. 

Vstříc své zemi jedem, 

my, tank a náš pes.
Dojedem zajisté, 

my čtyři tankisté, 

naš tank a náš pes. 

My čtyři tankisté, 

dojedem zjisté, 

než odkvete bez.

## Seriál v češtině

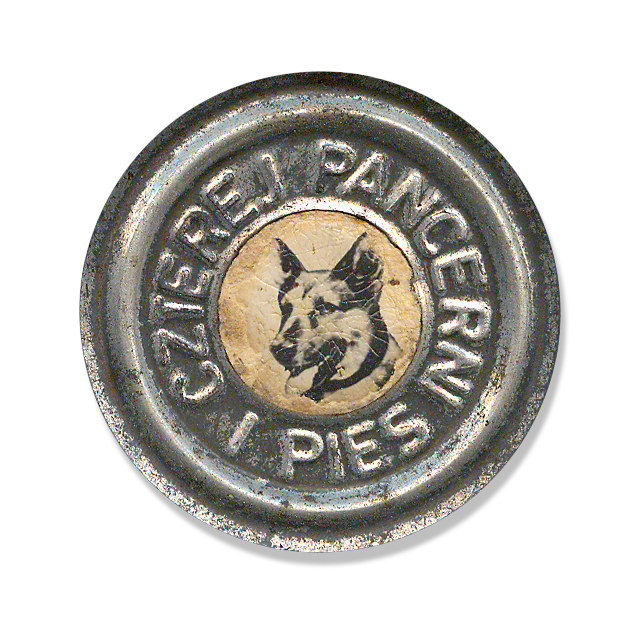
Památeční předmět k seriálu

Seriál Československá televize vysílala na počátku sedmdesátých let a ještě v roce 1980. Na konci roku 2006 se k jeho vysílání odhodlala televize Prima.
Původní televizní dabing v letech 1968–1971 pořídilo pro Československou televizi Praha Filmové studio Barrandov dabing. V českém znění účinkovali Jiří Bednář, Jan Schánilec, Ladislav Krečmer, Jiří Krampol a další. Překlad pořídil Jiří Hlaváč a dialogy Jaroslav Piskáček. Režii měli na starost Čeněk Duba, K. M. Walló, Věra Barešová, Irena Skružná a Ladislav Helge.
Nový dabing pořídila společnost Digimédia v roce 2005 v režii Václava Merhauta, který napsal i dialogy. V Česku byla tato verze vydána na DVD společností Řitka Video a poté znovu jako příloha časopisu Filmag.
| Postava             | Herec                  | Český dabing (ČST 1968–1971) | Český dabing (DVD 2005) |
| ------------------- | ---------------------- | ---------------------------- | ----------------------- |
| Janek Kos           | Janusz Gajos           |                              | Marcel Rošetzký         |
| Gustík Jelen        | Franciszek Pieczka     | Ladislav Krečmer             | Libor Terš              |
| Grigorij Saakašvili | Włodzimierz Press      |                              | Petr Gelnar             |
| Jarosz Olgiert      | Roman Wilhelmi         |                              | Vilém Udatný            |
| Tomek Čerešňak      | Wiesław Gołas          |                              | Vilém Udatný            |
| plukovník Tadeusz   | Tadeusz Kalinowski     |                              | Bohuslav Kalva          |
| Marusja „Ogoňok“    | Pola Raksa             |                              | Zuzana Hykyšová         |
| Lidka               | Małgorzata Niemirska   |                              | René Slováčková         |
| Franek Vichr        | Witold Pyrkosz         |                              | Jaroslav Horák          |
| seržant Černousov   | Janusz Kłosiński       |                              | Zdeněk Hess             |
| West                | Stanisław Jasiukiewicz |                              | Radovan Vaculík         |
| Čerešňak            | Tadeusz Fijewski       |                              | Jindřich Hinke          |
| Honoráta            | Barbara Krafftówna     |                              | Daniela Bartáková       |

Dále v dabingu 2005 účinkovali Roman Hájek, Ivo Novák, Jan Pohan a Josef Nedorost (titulky).